# Ignaz Döllinger
Ignaz Christoph Döllinger (Bamberga, 24 maggio 1770 – Monaco di Baviera, 14 gennaio 1841) è stato un anatomista tedesco.
Maestro di Philipp Franz von Siebold, insegnò a Bamberga (1794), Würzburg (1803), Landshut (1823) e, infine, all'ateneo di Monaco di Baviera (1826). Fu grandissimo studioso di anatomia ed embriologia comparate.
Da non confondere con il quasi omonimo teologo e storico.

## Opere
- Über die Metamorphose der Erd- und Steinarten aus der Kieselreihe. Erlangen 1803.
- Grundriss der Naturlehre des menschlichen Organismus. Zum Gebrauche bei seinen Vorlesungen. Bamberg und Würzburg 1805
- Bemerkungen über die Vertheilung der feinsten Blutgefässe in den beweglichen Theilen des thierischen Körpers. J. Fr. Meckel's Archiv, IV, S. 186
- Was ist Absonderung und wie geschieht sie? Eine akademische Abhandlung. Würzburg 1819
- Denkschriften der Münchener Akademie VII, S. 179
- Blutlauf. In Meckel's Archiv. II
- Beiträge zur Entwicklungsgeschichte des menschlichen Gehirns. Frankfurt a. M. 1814.
- Üeber das Strahlenblättchen im menschlichen Auge. Nova aeta Aca Döllinger Caes. Leop. nat. Curiosorum, IX, S. 268
- Illustratio ichnograpidca fabricae oculi humani. Würzburg 1817.